# Jutta Lewin-Fries
Jutta Lewin-Fries (geboren 1954) ist eine deutsche Juristin und ehemalige Richterin. Von 2015 bis 2020 war sie Vizepräsidentin des Landessozialgerichts Schleswig und von 2008 bis 2020 Richterin am Schleswig-Holsteinischen Landesverfassungsgericht.

## Beruflicher Werdegang
Jutta Lewin-Fries war seit 1981 als Richterin im Justizdienst des Landes Schleswig-Holstein tätig. Bis Februar 2005 war sie dort der Verwaltungsgerichtsbarkeit zugeordnet, zunächst als Richterin am Verwaltungsgericht Schleswig-Holstein, ab 2001 dort als Vorsitzende Richterin.
Ab 2005 war die Juristin Vorsitzende Richterin am Schleswig-Holsteinischen Landessozialgericht und wurde 2015 dessen Vizepräsidentin. Dort war sie im Verwaltungsbereich unter anderem für die Fortbildungen zuständig.
Vom 1. Mai 2014 bis 30. April 2020 war Jutta Lewin-Fries Richterin am Schleswig-Holsteinischen Landesverfassungsgericht. Dort war sie Stellvertreterin des damaligen Vizepräsidenten Christoph Brüning.
2020 ging die Juristin in den Ruhestand.

## Ämter und Mitgliedschaften
- Mitglied des Schleswig-Holsteinischen Richterverbandes, bis 2010: dort im Vorstand[5][6]

## Publikationen (Auswahl)
- Kommentierung der §§ 374–403 (o. 402) SGB. In: Wolfgang Noftz (Hrsg.): SGB III Arbeitsförderung. Band 1, Erich Schmidt Verlag, Berlin 2004.